# South Staffordshire
South Staffordshire is een Engels district in het shire-graafschap (non-metropolitan county OF county) Staffordshire en telt 112.000 inwoners. De oppervlakte bedraagt 407 km².
Van de bevolking is 15,9% ouder dan 65 jaar. De werkloosheid bedraagt 2,4% van de beroepsbevolking (cijfers volkstelling 2001).

## Plaatsen in district South Staffordshire
- Brewood
- Gallowstree Elm
- Landywood
- Pattingham
- Potters Bar
- Seisdon
- Trysull

## Civil parishesin district South Staffordshire
Acton Trussell and Bednall, Bilbrook, Blymhill and Weston-under-Lizard, Bobbington, Brewood and Coven, Cheslyn Hay, Codsall, Coppenhall, Dunston, Enville, Essington, Featherstone, Great Wyrley, Hatherton, Hilton, Himley, Huntington, Kinver, Lapley, Stretton and Wheaton Aston, Lower Penn, Pattingham and Patshull, Penkridge, Perton, Saredon, Shareshill, Swindon, Teddesley Hay, Trysull and Seisdon, Wombourne.